# تپه پشت محبس ۱
تپه پشت محبس ۱ مربوط به عصر آهن - دوره اشکانیان است و در شهرستان ازنا، بخش جاپلق، دهستان جاپلق شرقی، ۱ کیلومتری شمال شرق روستای مرزیان واقع شده و این اثر در تاریخ ۲۸ شهریور ۱۳۸۶ با شمارهٔ ثبت ۱۹۵۵۱ به‌عنوان یکی از آثار ملی ایران به ثبت رسیده است.